# Eusapia Palladino
Eusapia Palladino, o Paladino (Minervino Murge, 21 gennaio 1854 – Napoli, 16 maggio 1918), è stata una spiritista e medium italiana, molto celebre durante i suoi anni di attività.
Nel corso della sua carriera la Palladino fu attiva in Italia, Francia, Germania, Polonia e Russia. Sosteneva di essere in possesso di capacità paranormali tra cui la levitazione, "apporti" di fiori, materializzazioni di spiriti di defunti e comunicazioni dirette col proprio spirito guida, John King. Assistere a una delle sue sedute spiritiche aveva un costo elevato.
In Europa la Palladino riuscì a convincere molti di essere effettivamente in possesso di poteri paranormali e nel 1926 il famoso scrittore Arthur Conan Doyle lodò, nella sua History of Spiritualism, i fenomeni psichici e le materializzazioni spiritiche prodotte dalla donna. Negli Stati Uniti invece la Palladino venne accusata di non avere alcun potere e in più di una occasione i suoi trucchi vennero scoperti.

## Biografia
Eusapia Palladino nacque da una famiglia di contadini a Minervino Murge, nell'alta Murgia. All'epoca della sua nascita, tale comune faceva parte del dipartimento della Terra di Bari del Regno delle Due Sicilie, poi divenuto provincia di Bari dopo l'annessione al Regno d'Italia. Oggi, fa parte della provincia di Barletta-Andria-Trani.
Ricevette una scarsa (o nessuna) educazione scolastica e, rimasta presto orfana, fu accolta come bambinaia presso una famiglia di Napoli. Si sposò in giovane età con un prestigiatore ambulante.

### A Milano

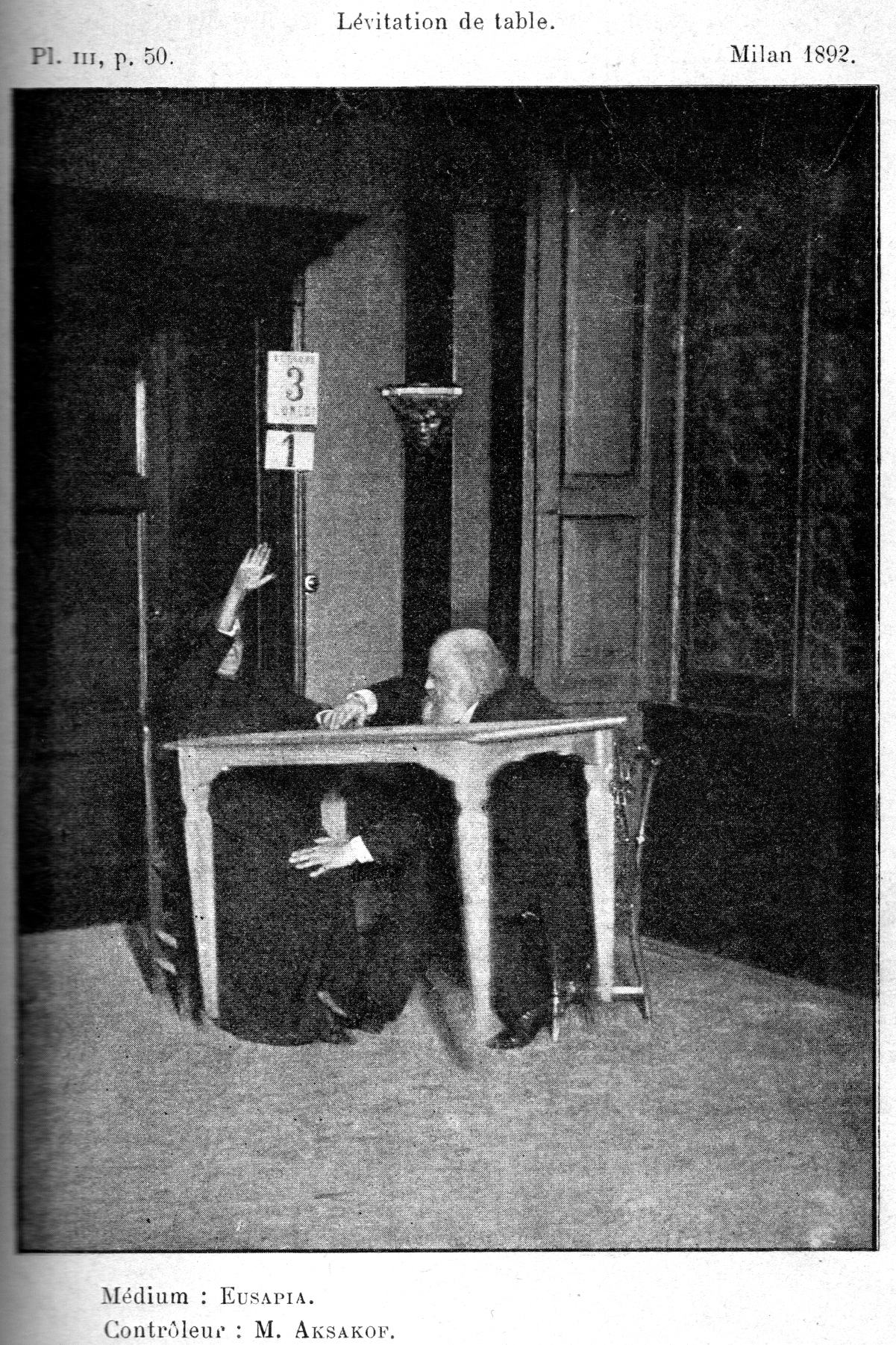
Aksakov controlla mentre la Palladino fa levitare un tavolino (Milano, 1892)

Nel 1892 Eusapia tenne a Milano 17 sedute nel corso delle quali diede prova di fenomeni paranormali. Nel suo libro del 1909 Ricerche sui fenomeni ipnotici e spiritici, lo scienziato Cesare Lombroso racconta gli esperimenti che lo portarono da una visione del mondo strettamente materialista alla fede nel mondo degli spiriti e nella vita dopo la morte: tra questi cita una seduta in cui Eusapia levitò, nell'oscurità della stanza, fino a portarsi al di sopra del tavolo.

### A Varsavia
La Palladino visitò Varsavia, in Polonia, in due occasioni. La prima fu tra il novembre 1893 e il gennaio 1894, ospite dello psicologo Julian Ochorowicz. Quest'ultimo, in seguito alle sedute tenute dalla Palladino durante la visita, concluse che i fenomeni prodotti non erano frutto degli spiriti bensì dovuti a un'"azione dei fluidi" che avveniva a spese dell'energia della medium e degli altri partecipanti alla seduta.
Ochorowicz presentò la Palladino al giornalista e romanziere Bolesław Prus, il quale assistette a un certo numero di sedute, ne scrisse sulla stampa polacca e inserì varie scene ispirate al mondo dello spiritismo nel suo romanzo storico Il faraone. Il 1º gennaio 1894 Eusapia fece visita personalmente a Prus nel di lui appartamento. Come ricordò Ochorowicz:
(Julian Ochorowicz sull'incontro tra Palladino e Prus il capodanno del 1894)
La seconda visita della Palladino a Varsavia ebbe luogo nel 1898, durante il suo viaggio da San Pietroburgo verso Vienna e poi Monaco. In questa occasione Prus assistette ad almeno due delle tre sedute che la Palladino tenne in città, nell'appartamento di Ludwik Krzywicki.

### A Parigi

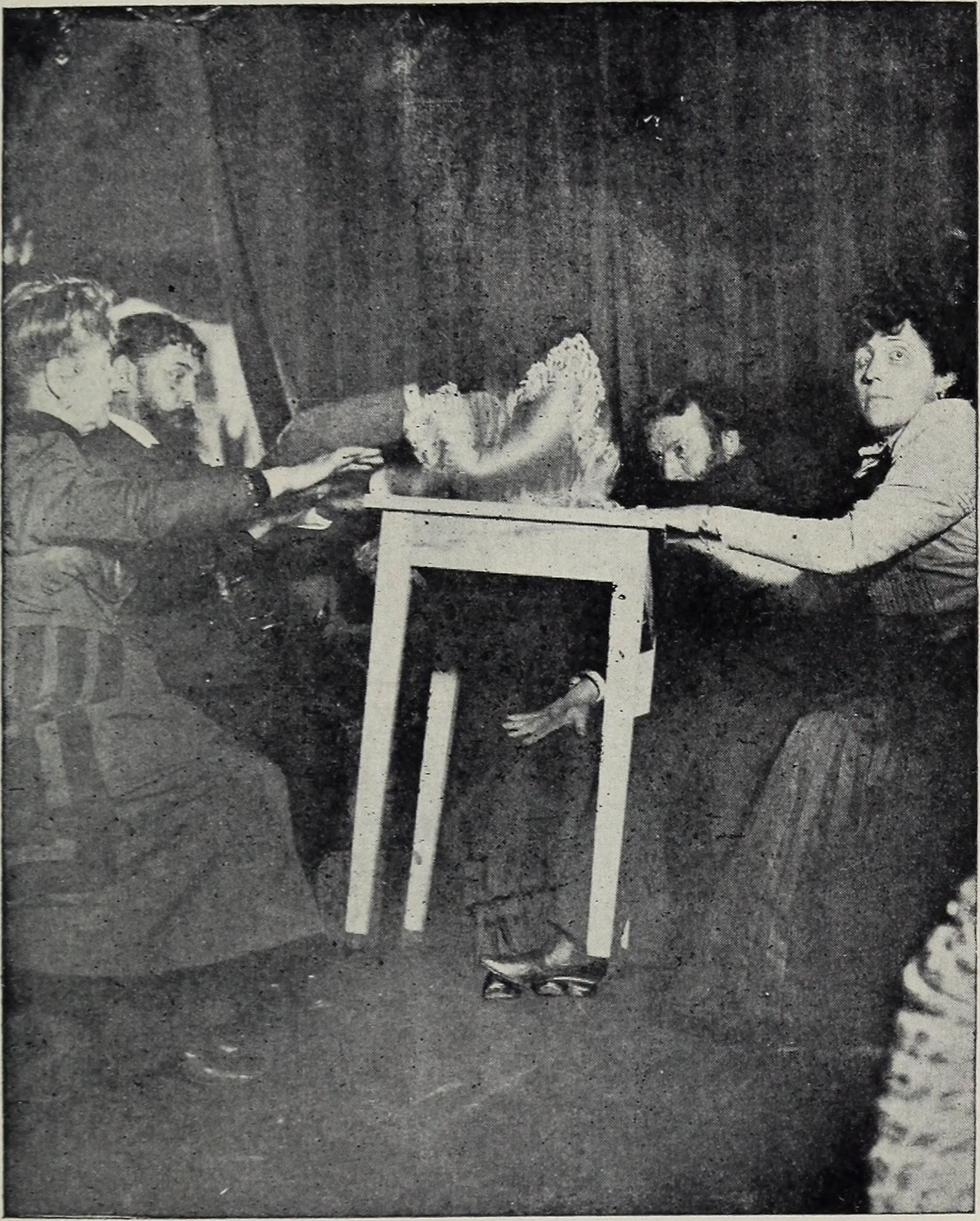
Paladino fa levitare un tavolo al Salone di Camille Flammarion

Eusapia arrivò a Parigi nel 1905 dove tra coloro che si interessarono ai suoi poteri vi furono i premi Nobel Pierre e Marie Curie e il futuro premio Nobel Charles Richet.
Tra gli amici dei Curie vi erano altri scienziati che stavano interessandosi allo spiritismo, tra cui William Crookes, il futuro premio Nobel Jean Perrin e sua moglie Henriette, Louis Georges Gouy e Paul Langevin, nonché il fratello di Pierre, Jacques, fervente spiritista.
I Curie consideravano le sedute spiritiche come veri e propri esperimenti scientifici e nel corso di esse registravano accuratamente per iscritto quanto accadeva.
Il 24 luglio del 1905 Pierre scrisse all'amico Gouy:
"Abbiamo effettuato una serie di sedute con Eusapia Palladino alla Società per la ricerca sui fenomeni psichici. È stato molto interessante, e davvero i fenomeni cui abbiamo assistito sono apparsi inspiegabili se li si volesse considerare trucchi: tavoli sollevati da terra con tutte e quattro le gambe, movimenti di oggetti a distanza, mani che ti pizzicano o accarezzano, apparizioni luminose. Il tutto in un luogo preparato da noi, con pochi spettatori e tutti amici fidati, senza la possibilità della presenza di un complice. L'unico trucco possibile sarebbe quello che potrebbe derivare da una straordinaria abilità di prestidigitazione da parte della medium. Ma come ti spieghi i fenomeni quando uno tiene le sue mani e i suoi piedi e la luce è sufficiente a vedere tutto quanto stia accadendo?"
Pierre era desideroso di coinvolgere Gouy e lo informò che Eusapia sarebbe tornata a Parigi in novembre, occasione nella quale aveva intenzione di intraprendere esperimenti sullo spiritismo in modo metodico. Anche Marie Curie aveva assistito ad alcune delle sedute tenute dalla Palladino, ma non ne fu affascinata nella stessa misura del marito. Il 14 aprile 1906, esattamente cinque giorni prima della sua morte avvenuta accidentalmente, Pierre scrisse a Gouy:
"Siamo di fronte, secondo me, a un intero campo di realtà e stati fisici completamente nuovi, che non possiamo neanche immaginare."
Charles Richet, che avrebbe in seguito vinto il premio Nobel nel 1913 per i suoi studi di fisiologia e che condusse decenni di ricerche nel campo dei fenomeni psichici, prese parte agli studi di Curie sui fenomeni prodotti dalla Palladino e lasciò il seguente resoconto di una delle sue sedute:
"Ebbe luogo all'Institut de Psychologie di Parigi. Erano presenti solo Mme. Curie, Mme. X, una sua amica polacca, e P. Courtier, il segretario dell'Istituto. Mme. Curie prendeva posto alla sinistra di Eusapia, io alla sua destra, Mme. X un po' più lontano, col compito di prendere appunti, e M. Courtier ancor più distante, all'estremità del tavolo. Courtier aveva posizionato una doppia tenda dietro ad Eusapia; la luce era fioca ma sufficiente. La mano di Mme. Curie, che teneva quella di Eusapia, era ben visibile sul tavolo, così come la mia, che stringeva l'altra... Vedemmo la tenda muoversi come se spinta da un qualche oggetto di grandi dimensioni... Chiesi di poter toccare... Sentii una resistenza e afferrai una mano reale che strinsi nella mia. Persino attraverso la tenda potevo sentire le dita... La tenni saldamente e contai per ventinove secondi, durante tutto l'arco dei quali ebbi la possibilità di osservare entrambe le mani di Eusapia sul tavolo e di chiedere a Mme. Curie se fosse certa del suo controllo [sulla mano di Eusapia]... Dopo quei ventinove secondi dissi "Voglio di più, voglio uno anello (sic, in italiano nel testo)". Immediatamente la mano mi fece sentire un anello... pare difficile immaginare un esperimento più convincente... In questo caso ci fu la materializzazione non solo di una mano, ma anche di un anello."

### A Napoli
Nel 1908 la Society for Psychical Research nominò un comitato di tre studiosi affinché conducessero ricerche sulla Palladino a Napoli. Il comitato era composto da Mr. Hereward Carrington, ricercatore per la American Society for Psychical Research e prestigiatore dilettante, Mr. W.W. Baggally, anch'egli ricercatore e prestigiatore di grande esperienza, e l'onorevole Everard Fielding. In seguito agli accertamenti essi si convinsero che la Palladino possedesse effettivamente poteri non comuni.
Nel 1910 Everard Fielding ritornò a Napoli, stavolta accompagnato dall'amico Wiliam S. Marriott, un prestigiatore di un certo livello che si era già occupato di frodi messe in scena da sedicenti medium, con l'intenzione di ripetere gli esperimenti di due anni prima. Se nell'occasione precedente la medium aveva lasciato sconcertati i tre ricercatori, stavolta la Palladino fu scoperta a imbrogliare in modo evidente, proprio come aveva già fatto negli Stati Uniti.
Carrington, che nel frattempo era diventato il manager di Eusapia, sostenne che, ben lungi dall'essere stata smascherata di fronte all'America, Eusapia produceva una serie di fenomeni incredibili che non avevano mai trovato spiegazione scientifica e che solo alcuni dei suoi trucchi classici e abitudinari erano stati identificati, trucchi che tutti i ricercatori che avevano studiato questa medium conoscevano e che avevano già reso noti ai loro colleghi da almeno vent'anni. Questo fu il motivo per cui lo smascheramento della Palladino negli Stati Uniti non toccò minimamente i ricercatori sullo spirtismo europei.
Inoltre Eusapia non se ne andò dall'America prima di ottenere una conversione di tutto rispetto, quella di Howard Thurston, illusionista di fama mondiale. Egli dichiarò:
"Credo che mai prima d'ora nella storia del mondo un illusionista e uno scettico abbiano avuto il privilegio di vedere quello cui io potei assistere. Vidi Eusapia posizionare le mani su quel tavolo che io avevo ispezionato con tanta attenzione. Lo vidi sollevarsi e galleggiare, senza supporti, in aria. E mentre restava là sospeso io mi misi in ginocchio e gli girai intorno, cercando invano una qualche spiegazione naturale. Non ce n'erano. Nessun filo, nessun supporto, niente. Eccetto un qualche potere occulto che andava al di là della mia comprensione. Chiesi ulteriori prove e con sconcertante sollecitudine l'anziana signora si disse d'accordo. Mrs. Thurston teneva fermi i suoi piedi, io le sue braccia, e anche così, per quanto sorvegliata e imprigionata, il tavolo si sollevò di nuovo!
Quando infine precipitò nuovamente sul pavimento, davanti ai miei stessi occhi, io ero uno scettico sconfitto. La Palladino mi aveva convinto! Non c'era trucco in quanto mi aveva mostrato... Se dopo aver letto quanto ho detto di questa avventura in un regno in cui la mia magia non può penetrare il lettore dubita ancora, non della mia parola ma della mia capacità di osservazione, lasciatemi dire questo: la mia carriera è stata dedicata in larga parte alla magia e all'illusionismo. Comprendo i principi che stanno alla base di ogni trucco conosciuto... In tutte le mie ricerche sulle sedute spiritiche metto a frutto tutte le mie conoscenze contro il medium, facendo attenzione alla più piccola prova di trucco. Sono disposto a giocarmi la mia reputazione di illusionista sul fatto che quanto questa medium mi ha mostrato fosse reale. Insisto che quella donna mi mostrò una reale levitazione, ottenuta non tramite un trucco bensì attraverso una forza sconcertante, intangibile, invisibile che si irradiava dal suo corpo e sulla quale ella esercitava temporaneamente un controllo assoluto e spossante.
Sempre a Napoli il noto medico e professore dell'Università di Napoli Filippo Bottazzi effettuò, con il suo team, degli esperimenti di fisiologia su Eusapia Palladino nel 1907, incuriosito dalle descrizioni delle sue capacità effettuate all'Università di Torino. Bottazzi nel 1909 pubblicò il libro "Fenomeni medianici" (Perrella Editore, Napoli), basato proprio sugli esperimenti del 1907. In Italia il libro è oggi introvabile ma nell'agosto 2011 ne è stata pubblicata una traduzione in inglese: "Mediumistic Phenomena observed in a series of sessions with Eusapia Palladino" (traduzione a cura di I. Routti e A. Giuditta).

## Trucchi usati da Eusapia Palladino

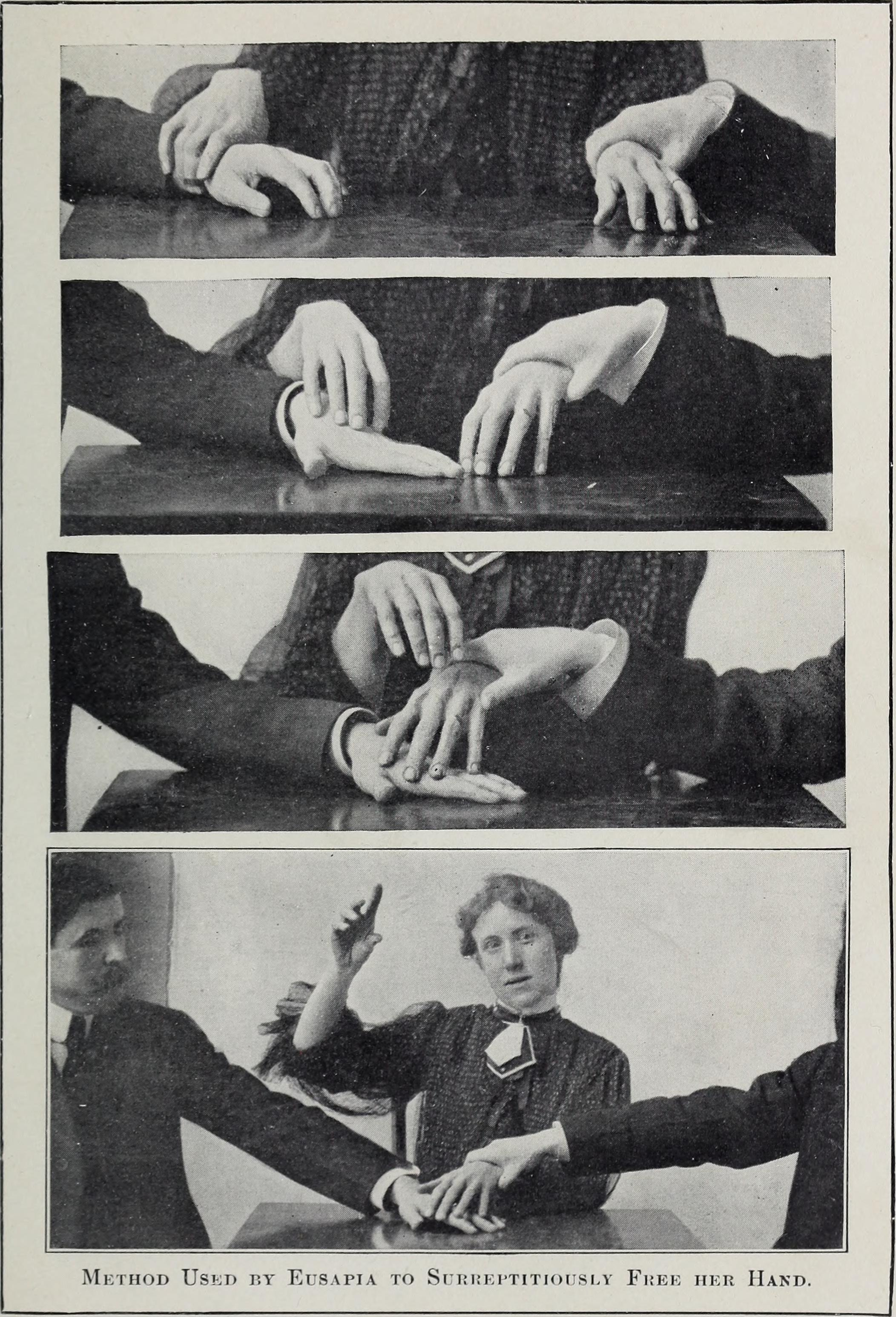
Dimostrazione del metodo usato dalla Palladino per liberarsi una mano in una "catena psichica"

Di seguito vengono riportati alcuni dei trucchi che la Palladino fu scoperta a mettere in atto da parte degli studiosi che compirono ricerche sul suo conto.
La Palladino dava precise disposizioni circa l'illuminazione e i "controlli" che dovevano essere usati nelle sue sedute medianiche. I polpastrelli della sua mano destra poggiavano sul dorso della mano sinistra di uno dei controllori. La sua mano sinistra era tenuta all'altezza del polso dal controllore posto all'altro lato. I piedi poggiavano sopra quelli dei controllori, altre volte al di sotto di essi. I piedi del controllore erano in contatto solo con l'alluce della sua scarpa. Occasionalmente le sue caviglie venivano legate alle gambe della sedia, ma lasciando una libertà di movimento di circa sei centimetri, in modo tale che, una volta che la stanza fosse stata immersa nella semi-oscurità, potesse agevolmente liberarle. La Palladino generalmente si rifiutava di permettere che qualcuno si mettesse sotto il tavolo per tenerle le caviglie con le mani, così come si rifiutava di far levitare un tavolo stando in piedi. Se il tavolo era rettangolare il suo posto doveva essere lungo il lato corto. Rifiutava la presenza di qualunque tipo di ostacolo tra di lei e il tavolo.
Durante la sua carriera fu scoperta a usare trucchi in Francia, nel Regno Unito e negli Stati Uniti. La Palladino era abile nel liberare una delle mani o un piede in modo da produrre il fenomeno. Le sue scarpe erano truccate e sbottonate in modo tale che le fosse possibile tirarne fuori i piedi senza che i controllori se ne accorgessero. La levitazione del tavolo era prodotta liberando un piede, facendo scivolare l'alluce sotto una delle gambe e quindi sollevando il piede sul tallone. La levitazione totale era prodotta liberando entrambi i piedi e puntellando le ginocchia sotto la parte inferiore del tavolino. Produceva i battiti leggeri con le punte delle dita mentre i battiti più forti erano creati liberando un piede e colpendo con esso una delle gambe del tavolo. Riusciva a mettere in pratica questi trucchetti anche in piena luce senza farsi scoprire. Tutti coloro che sedevano al tavolino la vedevano da un'angolazione diversa per cui se un trucco era visibile a uno, l'altro non riusciva a vederlo: questa confusione la aiutava molto.
Una foto, fatta al buio, di uno sgabello che levitava sopra la sua testa rivelò come lo sgabello fosse appoggiato sopra la testa della Palladino. Dopo che ebbe visto tale foto lo sgabello rimase sempre per terra immobile. Un'impronta della mano di uno spirito impressa nel gesso si rivelò per l'impronta della sua stessa mano. Nella luce fioca la sua mano, coperta da un fazzoletto, diventava la materializzazione di uno spirito.
Hugo Musterberg dell'Università Harvard assistette ad alcune sedute e successivamente spiegò che lo svolazzare delle tende che avveniva con tutte le finestre e le porte chiuse era ottenuto tramite un bulbo di gomma che la Palladino teneva in mano.
Con il passare del tempo gli incredibili poteri di Eusapia iniziarono ad affievolirsi. I suoi sostenitori affermavano che ciò fosse da attribuirsi all'invecchiamento, negando vigorosamente che ciò potesse essere dovuto ai maggiori controlli posti dagli illusionisti professionisti e dagli scienziati e dal timore causato dall'essere già stata scoperta a imbrogliare in varie occasioni. È da notare che i vari trucchi scoperti, come affermò a suo tempo il suo manager Carrington, non spiegano comunque tutti i fenomeni che si produssero nelle sue sedute durante la sua carriera.

## Opere teatrali
Al personaggio controverso della Palladino è stato dedicato uno spettacolo teatrale scritto da Alessandro Riccio dal titolo "Sotto spirito" nel quale si affronta il dubbio sulla verità dell'operato della Palladino: pur ammettendo che essa utilizzasse dei trucchi per le sue sedute, si accorda alla medium il potere di aiutare coloro che cercavano una risposta a domande sull'aldilà e sul perché dell'esistenza.